# Covadonga O'Shea
Covadonga O’Shea y Artiñano (Guecho, 29 de abril de 1938) es una periodista, escritora y empresaria española, conocida por ser directora de la revista Telva.

## Biografía

### Estudios y carrera profesional
Covadonga fue uno de los siete hijos del matrimonio O'Shea-Artiñano, una familia de la burguesía vizcaína. Sus padres fueron José O'Shea Sebastián de Erice y María Asunción Artiñano Luzárraga. Su hermana Paloma O'Shea estaba casada con Emilio Botín y su hermano Ignacio María O'Shea fue uno de los 46 condenados en el macroproceso 18/98 seguido en la Audiencia Nacional contra la "trama civil de ETA". Tras estudiar en los jesuitas, estudió Periodismo, además de Filosofía y Letras (sección de Humanidades Modernas), en la Universidad de Navarra, a finales de los años sesenta. Al terminar la carrera, decidió comenzar su andadura profesional como directora de una revista femenina de carácter pionero en España. Telva –que así la llamaron– iba a convertirse en la publicación más antigua y más vendida de su clase en este país.
O’Shea tuvo que abrirse paso en una profesión que aún no tenía vías abiertas a la mujer en una época marcada en buena medida por valores machistas. “Yo no hubiera aceptado escribir en un rincón de lo que se llamaba la página de la mujer: era muy discriminatorio", declaraba en una entrevista de El Mundo. Cuando se fundó Telva, sólo había en España otra revista dirigida al público femenino, aunque de orientación bien distinta: se trataba de Ama, de la Sección Femenina. O’Shea recuerda con horror el cursillo obligatorio que, como toda joven de la época, tuvo que realizar: «¿Falange? A trancas y barrancas hice el servicio social porque si no, no te daban el pasaporte. Fue una cosa terrorífica, en Portugalete, tres meses en un albergue, tenías que cruzar la ría en el transbordador; pero a los dieciséis años pasas por cualquier cosa».
O’Shea empezó ocupando el puesto de subdirectora, bajo la dirección de Pilar Salcedo Martinez, pasando unos años después a ser directora de la revista, cargo que ocupó durante veintisiete años. En 1997 abandonó la gestión directa de Telva para fundar el ISEM Fashion Business School, del que fue su primera directora. Este instituto imparte un Executive MBA en Empresas de Moda, así como cursos dirigidos a formar profesionales especializados en gestión de marcas, logística, distribución, Visual Merchandising y otras áreas del mundo de la moda.
También creó la Fundación Tecnomoda, un organismo sin ánimo de lucro destinado a impulsar la formación del sector de la industria de la moda y textil, y es miembro del Consejo Asesor del Museo del Traje y lo fue del Comité Asesor de la exposición de Pertegaz en el Museo de Arte Contemporáneo Reina Sofía. Participó como asesora de la Exposición Genio y Figura, organizada por la Sociedad Estatal para Exposiciones Internacionales, dentro de los actos organizados con motivo de la presencia de España en Aichi (Japón), 2005.
Ha colaborado en diversos periódicos, como El País, El Mundo, ABC y El Correo Español, y ha participado en las tertulias de programas televisivos como “Protagonistas" (de Luis del Olmo) y "Hoy por Hoy" de Iñaki Gabilondo.
Es autora de varios libros de éxito, entre otros: "Así es Amancio Ortega, el hombre que creó Zara" y ha publicado una recopilación de artículos y entrevistas a personajes famosos. Es coautora de los catálogos "España de moda" y "Victorio & Lucchino, 25 años de moda". Es Presidenta de Ediciones Cónica.
Desarrolla una intensa actividad como conferenciante en España, Estados Unidos y diversos países de Europa sobre temas como la moda, la prensa especializada, la mujer y la familia, la juventud, los valores, etc.

### Otros datos
O’Shea permanece soltera desde que, a los veinte años, decidiera entrar en el Opus Dei como miembro numeraria. “Nunca me he arrepentido de la decisión que tomé. Nadie me influyó, tenía veinte años, lo decidí contra viento y marea… ya sabes, la mala prensa”, declaraba en una entrevista.
Nacida en el seno de una familia numerosa (siete hermanos en total), ha sufrido las tensiones generadas por la situación política del País Vasco. "Aparte del tema del terrorismo, del miedo, están las tensiones y los odios que se crean en las familias por el asunto político: me produce una pena enorme. Es un destrozo, es como Sarajevo. Tener la familia allí es vivir con el alma en un hilo”. Uno de sus hermanos, Iñaki O'Shea, abandonó el hogar paterno en los años 60 y se integró en Batasuna, llegando a ser procesado.

### Libros de Covadonga O'Shea
- Volvería a vivir (2023)
- Así es Amancio Ortega, el hombre que creó Zara  (2008)
- El lujo de elegir. Cien ideas para llevarse bien con el mundo (2007)
- En busca de los valores (2006)
- La herencia de un santo: el legado de Juan Pablo II (2005)
- Un viaje a Tierra Santa: Israel, pueblo de promisión, pueblo de confusión (2004)
- La armonía vital: una reivindicación de la familia (2002)
- La brújula de la vida (2001)
- El valor de los valores. Quince reflexiones para una vida más feliz (1998)